# Adoretus loeffleri
Adoretus loeffleri är en skalbaggsart som beskrevs av Frey 1967. Adoretus loeffleri ingår i släktet Adoretus och familjen Rutelidae. Inga underarter finns listade i Catalogue of Life.